# Koningsplein-Oranjeplein
Het Koningsplein-Oranjeplein is een groot dubbelplein in de Nederlandse stad Maastricht, gelegen in de buurt Wyckerpoort in de wijk Maastricht-Oost. Het plein ontstond al voor de Tweede Wereldoorlog, maar heeft door de latere bebouwing een typisch 'naoorlogse' uitstraling. Na de bouw van de Koning Willem-Alexandertunnel is het dubbelplein ingericht als park, sinds 2018 Vrijheidspark genoemd. De bebouwing rondom het park behield de oude benamingen Koningsplein en Oranjeplein.

## Ligging
Het Koningsplein-Oranjeplein bestaat uit twee ruime pleinen, het Koningsplein en het Oranjeplein, die stedebouwkundig één open ruimte vormen. De ruimte wordt slechts doorsneden door de Scharnerweg, maar vormt qua inrichting en architectuur een eenheid. Qua afmetingen is het het grootste plein van Maastricht.
Het plein ligt op de kruising van de zogenaamde 'stadstraverse' van de rijksweg 2 en de belangrijke oost-westverbinding Scharnerweg. Aan de noordzijde wordt het plein begrensd door een brede galerijflat; aan de zuidzijde lijkt het plein te eindigen bij de torenflat, maar loopt in feite nog iets verder door. De westelijke en oostelijke pleinwanden worden gevormd door een afwisseling van herenhuizen en flatwoningen.
Beide pleindelen worden gekenmerkt door weidse grasvelden omzoomd door forse bomen.

## Geschiedenis
Het Koningsplein-Oranjeplein lag tot de jaren 1930 in het winterbed van de Maas. In het gebied lag een oude rivierarm, die bij hoog water onder water liep, waardoor een groot deel van de bebouwde oostoever van Maastricht door het Maaswater werd omsloten. Bij de werkverschaffing tijdens de crisisjaren 1930-1940 werd de overlaat gedempt met behulp van leem, afkomstig uit een groeve in Heer. Aan het door egalisatie ontstane plein werd in 1949 de eerste moderne galerijflat van Maastricht gebouwd, de Gemeenteflat van architect Frans Dingemans. Begin jaren 1960 werd de bebouwing rondom het plein voltooid.

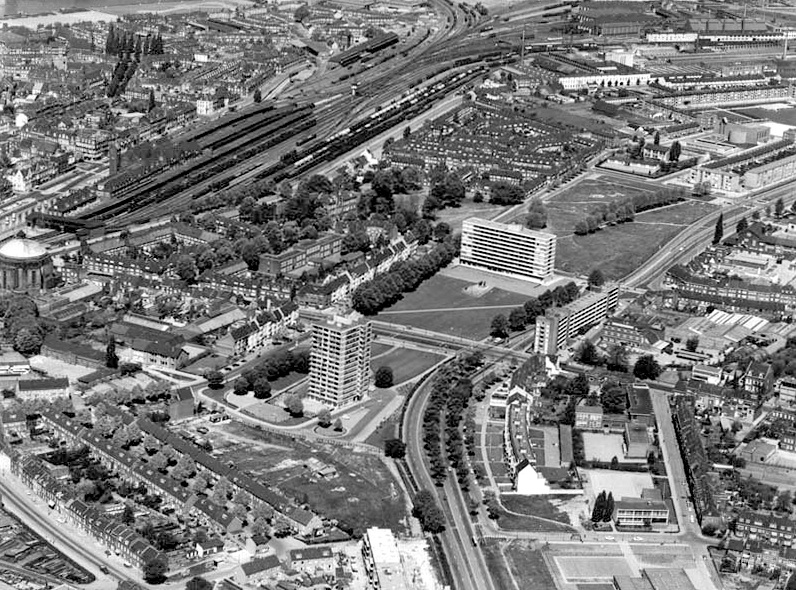
Koningsplein en Oranjeplein, 1962

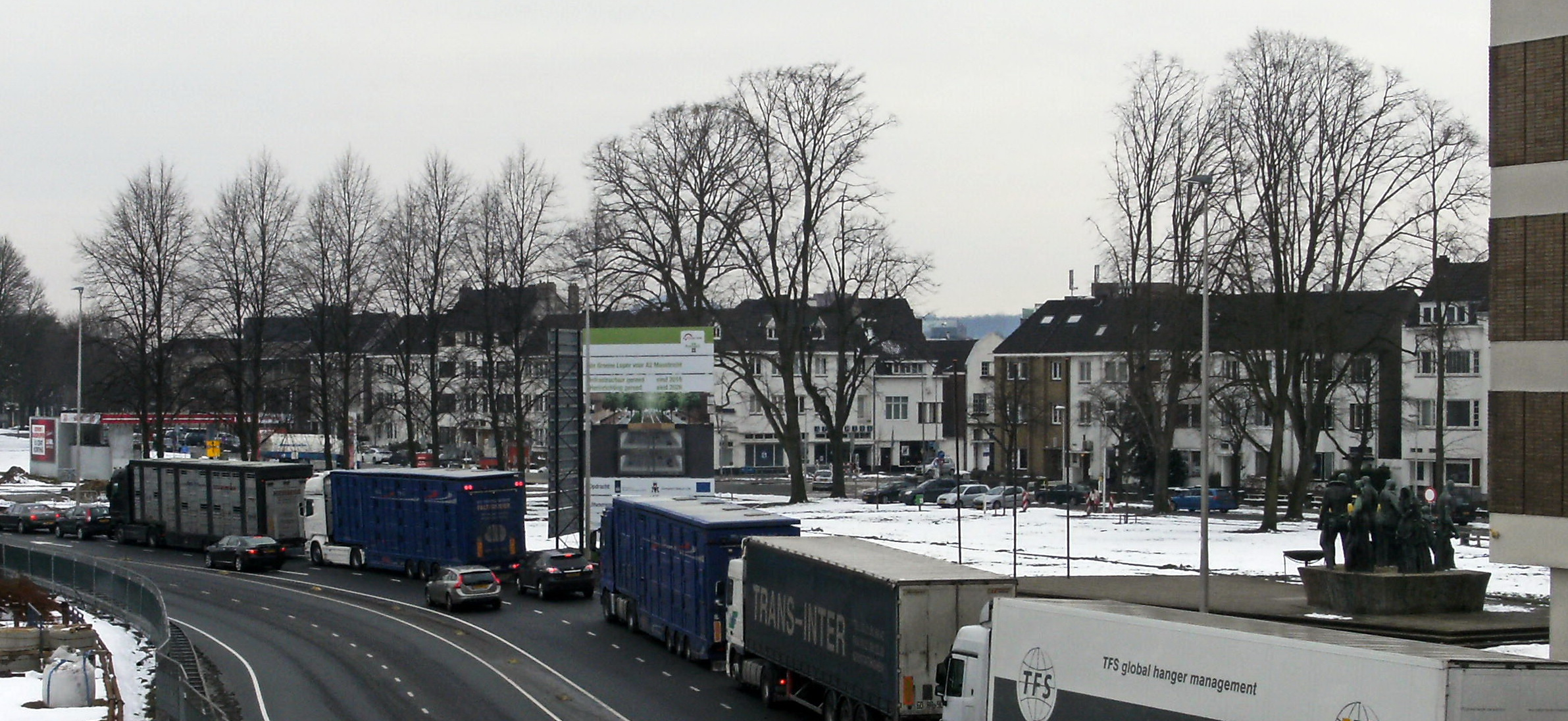
Files op de N2 als gevolg van de bouw van de Koning Willem-Alexandertunnel, 2013

In 1959 werd de tot dan toe rustige Wittevrouwenweg langs de oostzijde van het plein omgebouwd tot de N2-traverse, die in de decennia daarna tot veel overlast leidde. In 2017 werd de Koning Willem-Alexandertunnel voltooid, waarbij de snelweg in twee boven elkaar gelegen tunnelbuizen onder de grond verdween. Bij de eerste plannen voor de ondertunneling bleek dat een groot aantal flats langs het N2-tracé afgebroken moesten worden, waarbij ook enige tijd sprake was van sloop van de Gemeenteflat. Dit leidde bij tegenstanders tot een succesvolle actie om aan het gebouw de rijksmonumentenstatus te laten toekennen. Uiteindelijk bleek het mogelijk (door de bouw van een dubbellaagse tunnel) alle bebouwing rondom het plein te handhaven.
Niet alleen kwam door de ondertunneling een einde aan de ligging van het Koningsplein-Oranjeplein direct langs de internationale autoweg Amsterdam-Genua; ook is het lokale verkeer grotendeels verplaatst naar de bovenste laag van de tunnel. Na oplevering van de tunnel begon de aanleg van een nieuwe straat boven op het tunneldak, een groene, autoluwe avenue, de Groene Loper. Het Koningsplein en Oranjeplein werden in 2017-2018 heringericht tot een min of meer aaneengesloten park, waarbij de rijbanen van de Scharnerweg gescheiden worden door een zeer brede middenberm, die de parkdelen met elkaar verbindt. In 2018 werd op de kruising van de Scharnerweg en de Groene Loper op een hoge zuil een beeld van de "Engel van Maastricht" geplaatst (Wil van der Laan, 2018).

## Architectuur en bezienswaardigheden

### Bebouwing Koningsplein
De westelijke bebouwing van het Koningsplein was voor een deel al voor de Tweede Wereldoorlog ontstaan en bestaat uit een mengeling van witgepleisterde herenhuizen en etagewoningen. Op de noordwesthoek met de Noormannensingel staat een kantoorgebouw van Cees de Wit uit 1968. De Gemeenteflat van architect Frans Dingemans aan de overkant is inmiddels een rijksmonument. Het gebouw uit 1948 is ontworpen vanuit een fascinatie voor de nieuwe bouwmethoden met betonelementen, gecombineerd met baksteen. De volumineuze galerijflat aan de noordzijde van het plein, Koningsresidentie, Koningspleinflat of ANWB-flat genoemd, kwam in 1962 tot stand.

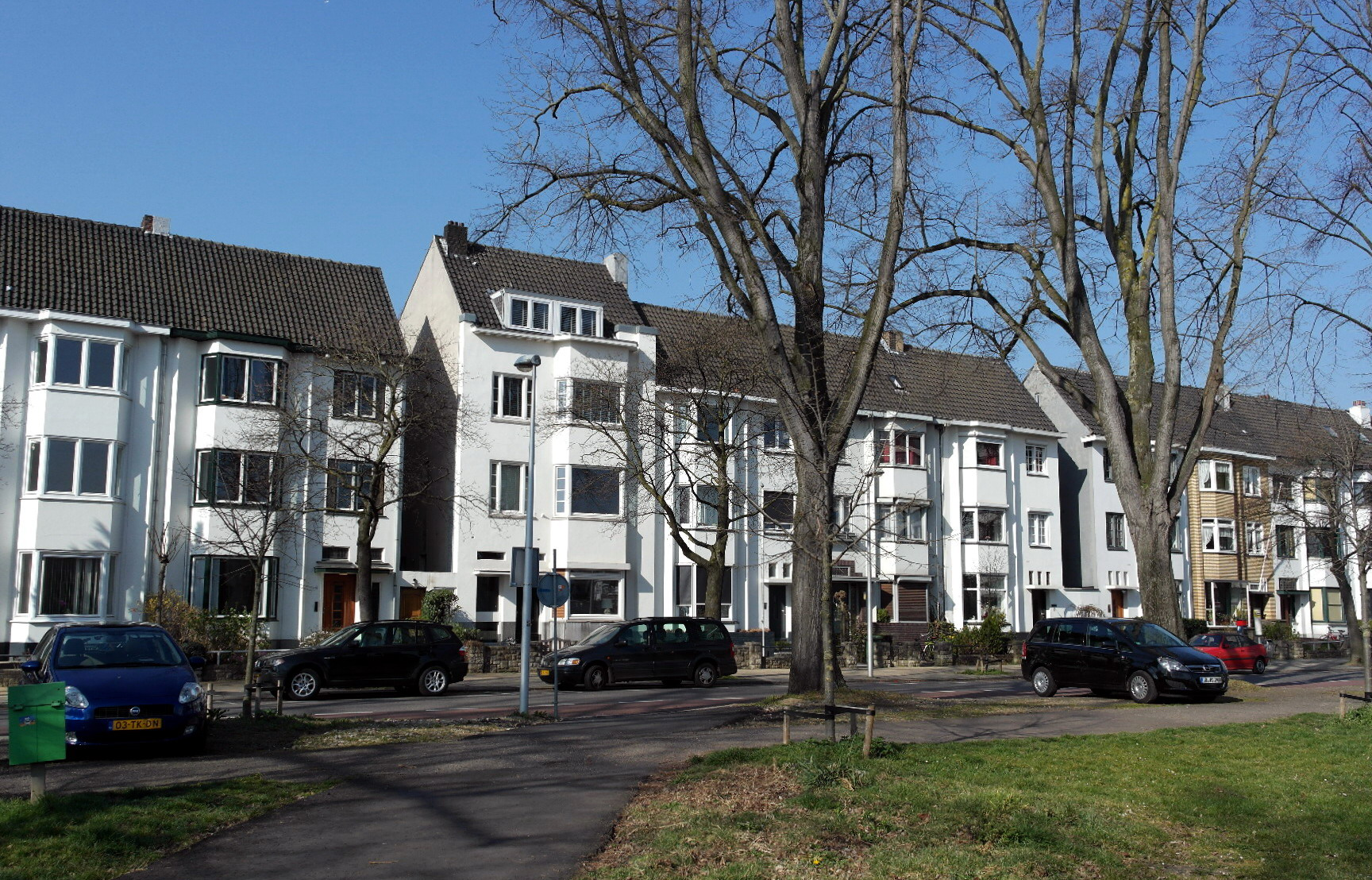
Westwand Koningsplein
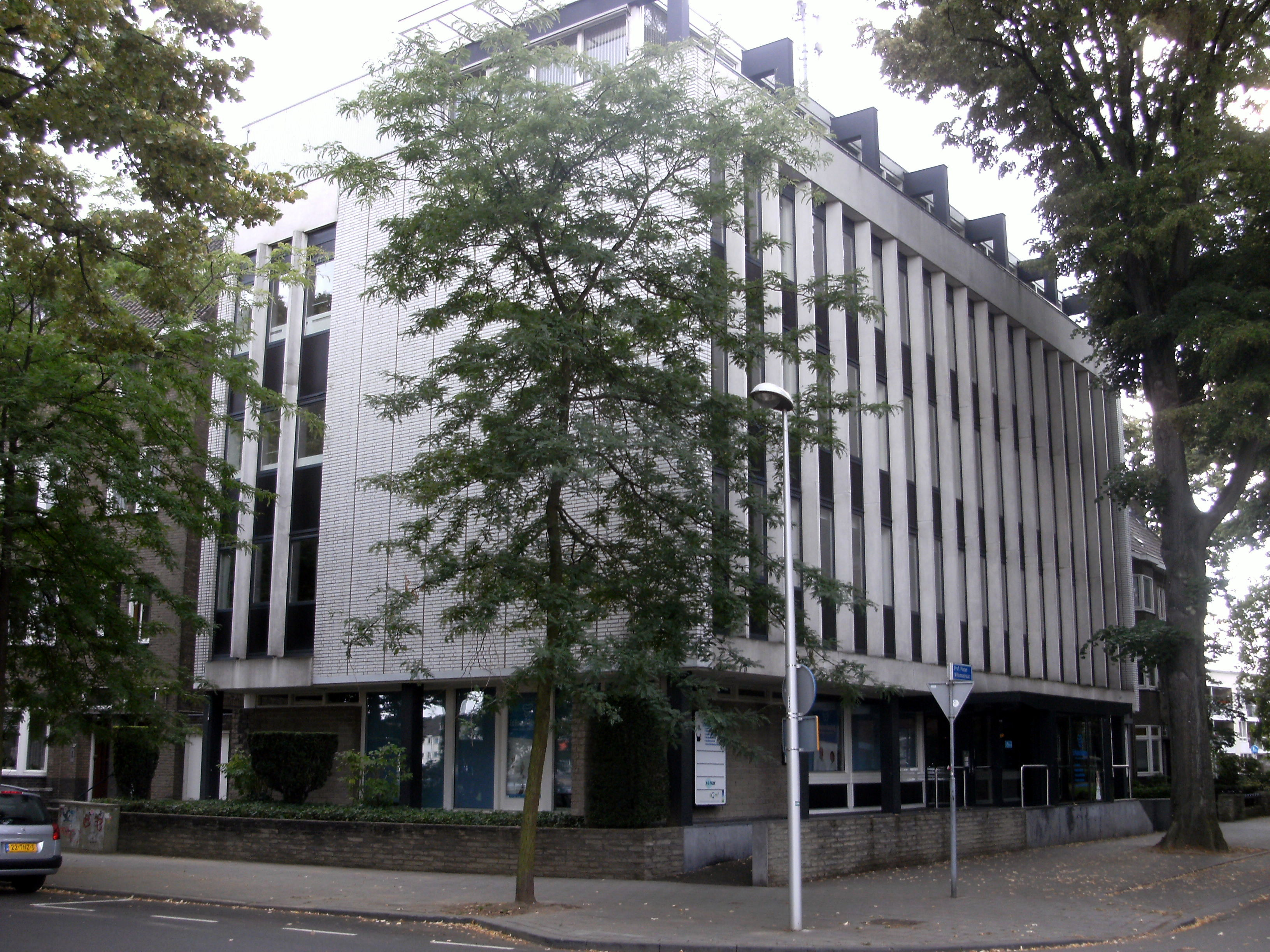
Kantoorgebouw
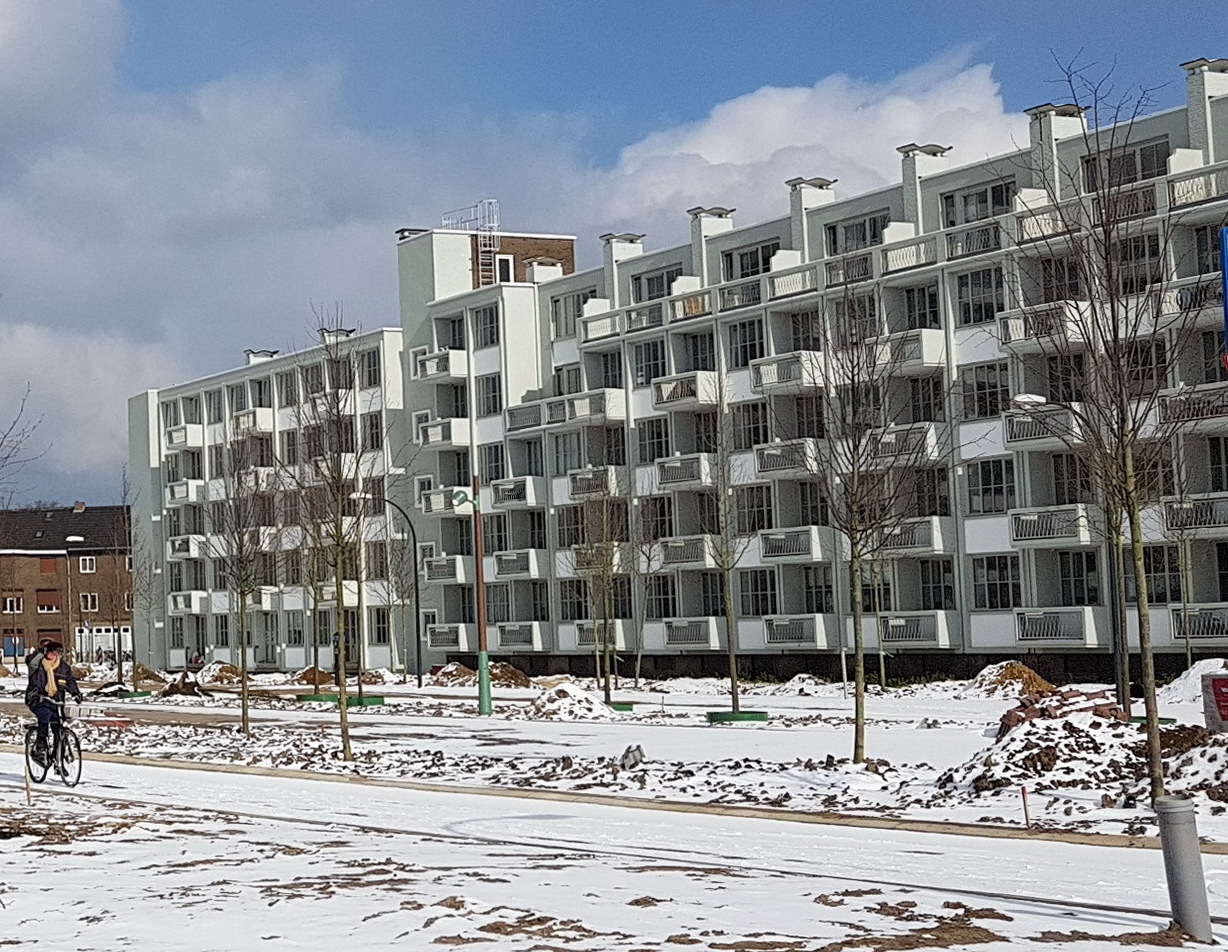
Gemeenteflat
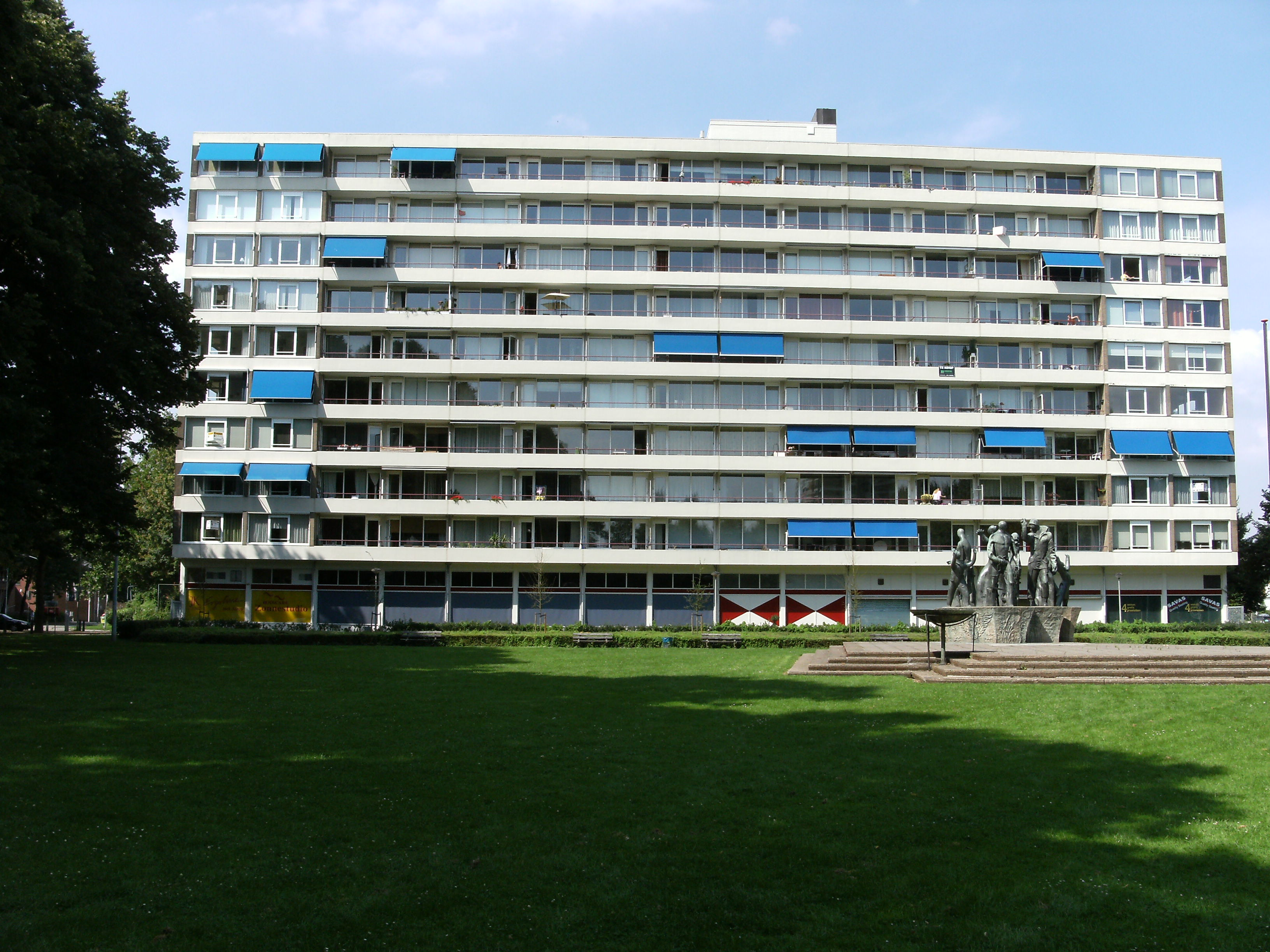
Koningsresidentie

### Bebouwing Oranjeplein
Net als aan het Koningsplein, bestaat ook de westwand van het Oranjeplein deels uit woonhuizen uit de jaren 1930. Aan de oostzijde van het plein, langs de Nassaulaan en omgeving, bouwde Theo Boosten (zoon van Alphons Boosten) in de jaren 1950 enkele woon- en onderwijsgebouwen, zoals het flatgebouw Oranjestaete uit 1956. Gerard Holt, hoogleraar te Delft en partner van Bernard Bijvoet, ontwierp in 1960 de torenflat die bekendstaat als Oranjepleinflat, een gebouw waarvan het betonskelet duidelijk zichtbaar is gelaten. De twee verticaal geplaatste schijven waaruit de flat is opgebouwd, zijn zodanig geplaatst dat de balkons van alle appartementen min of meer naar het zuiden zijn gericht.

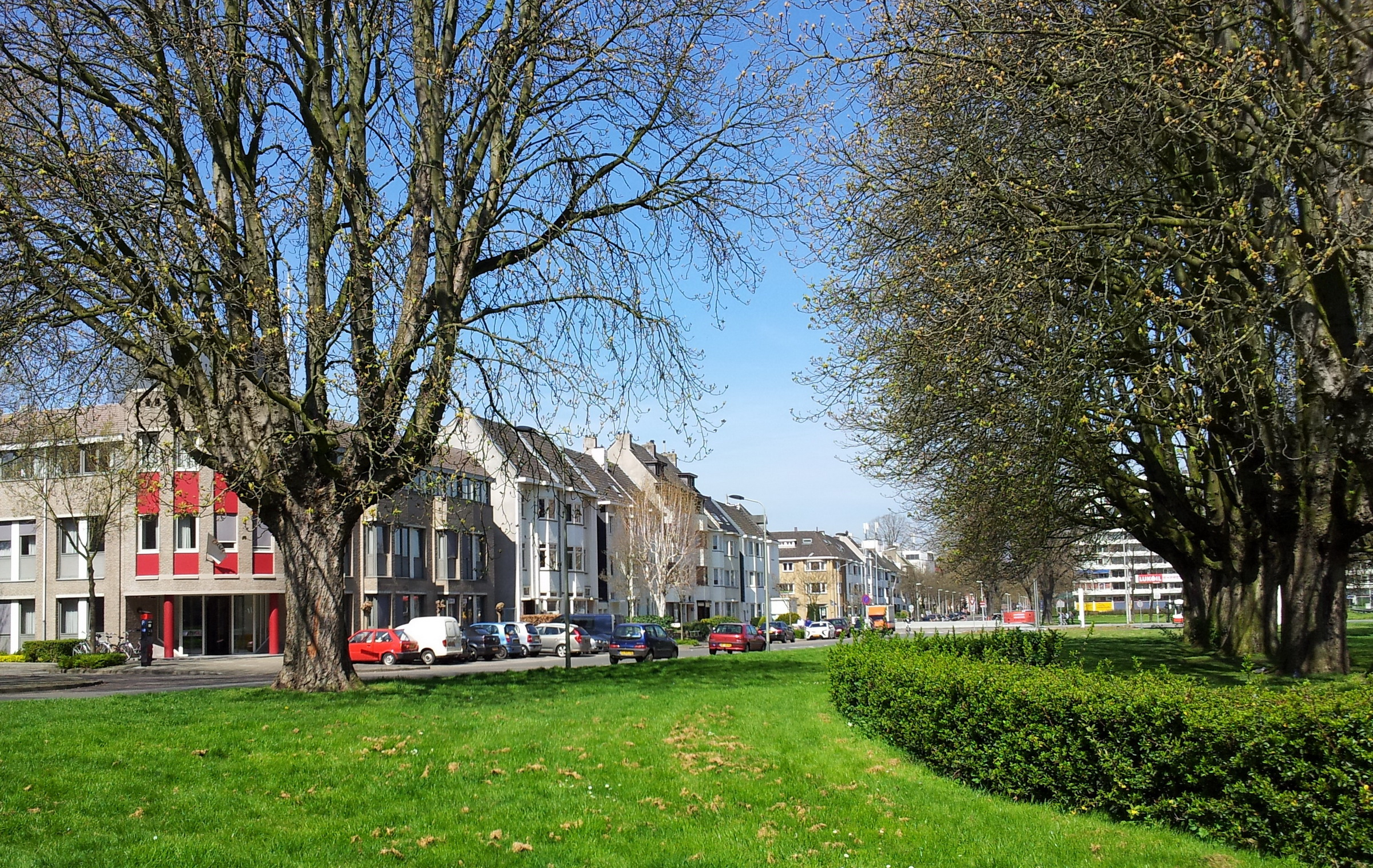
Westzijde Oranjeplein
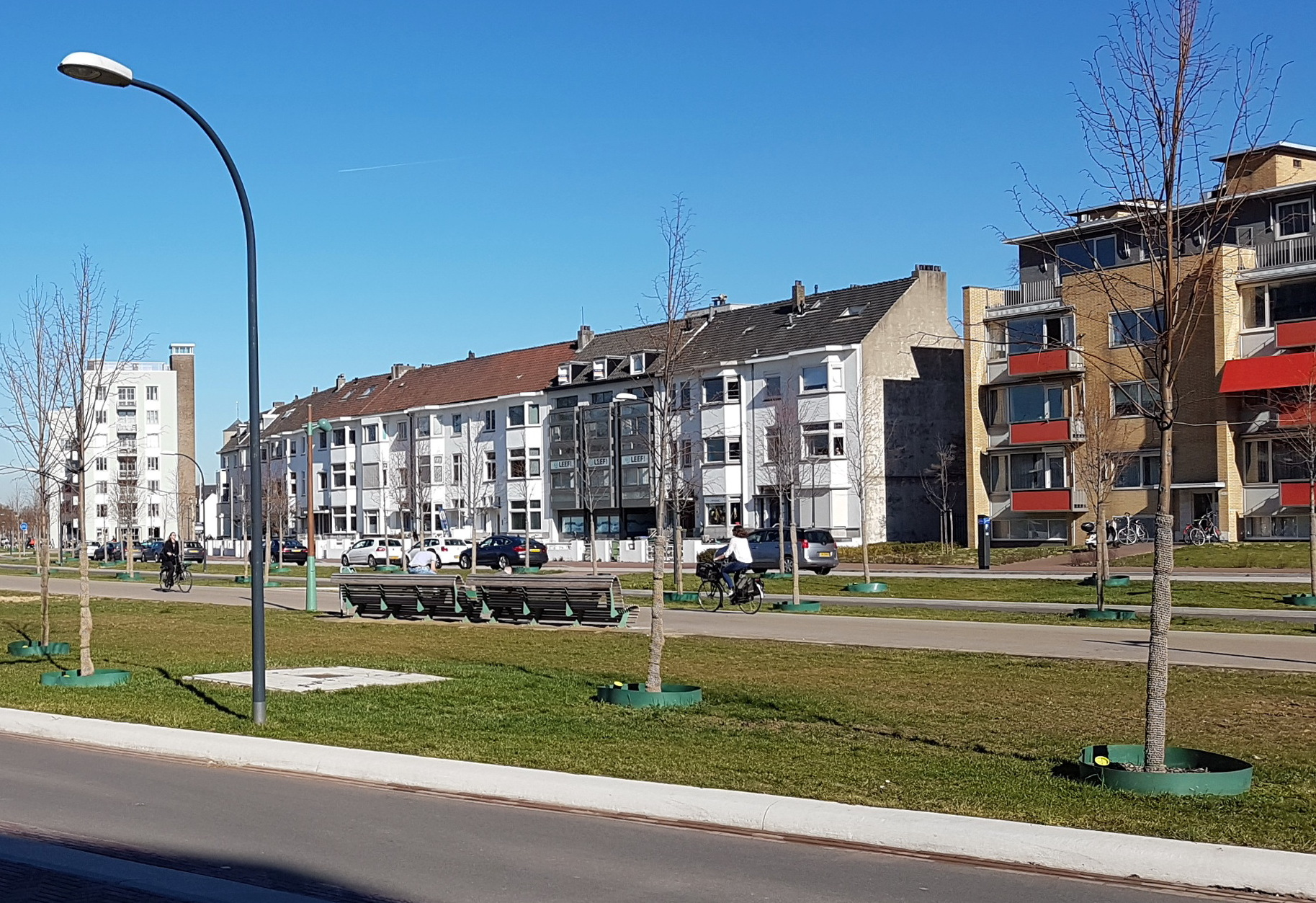
Oostzijde en Groene Loper
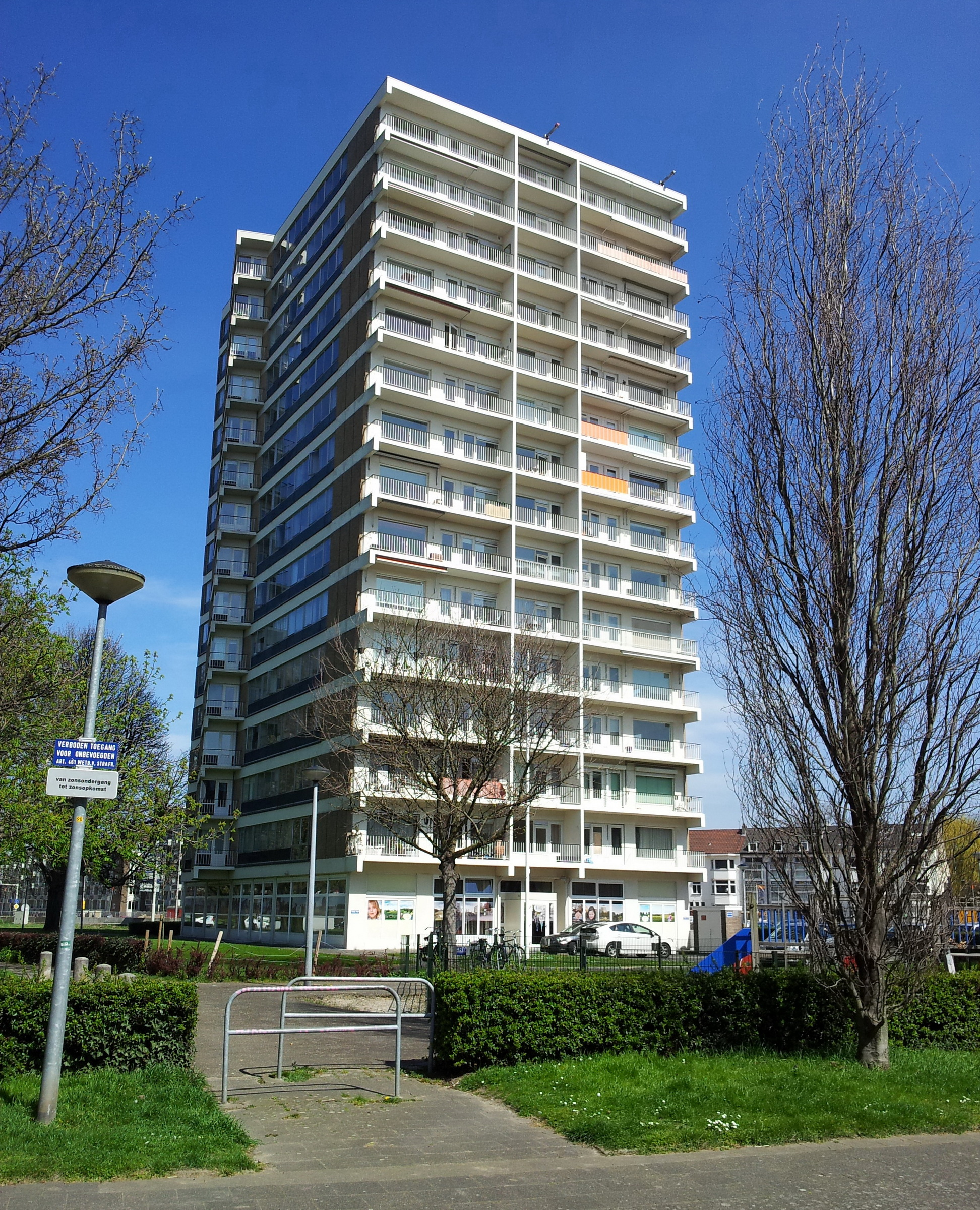
Oranjepleinflat, zuidwestzijde
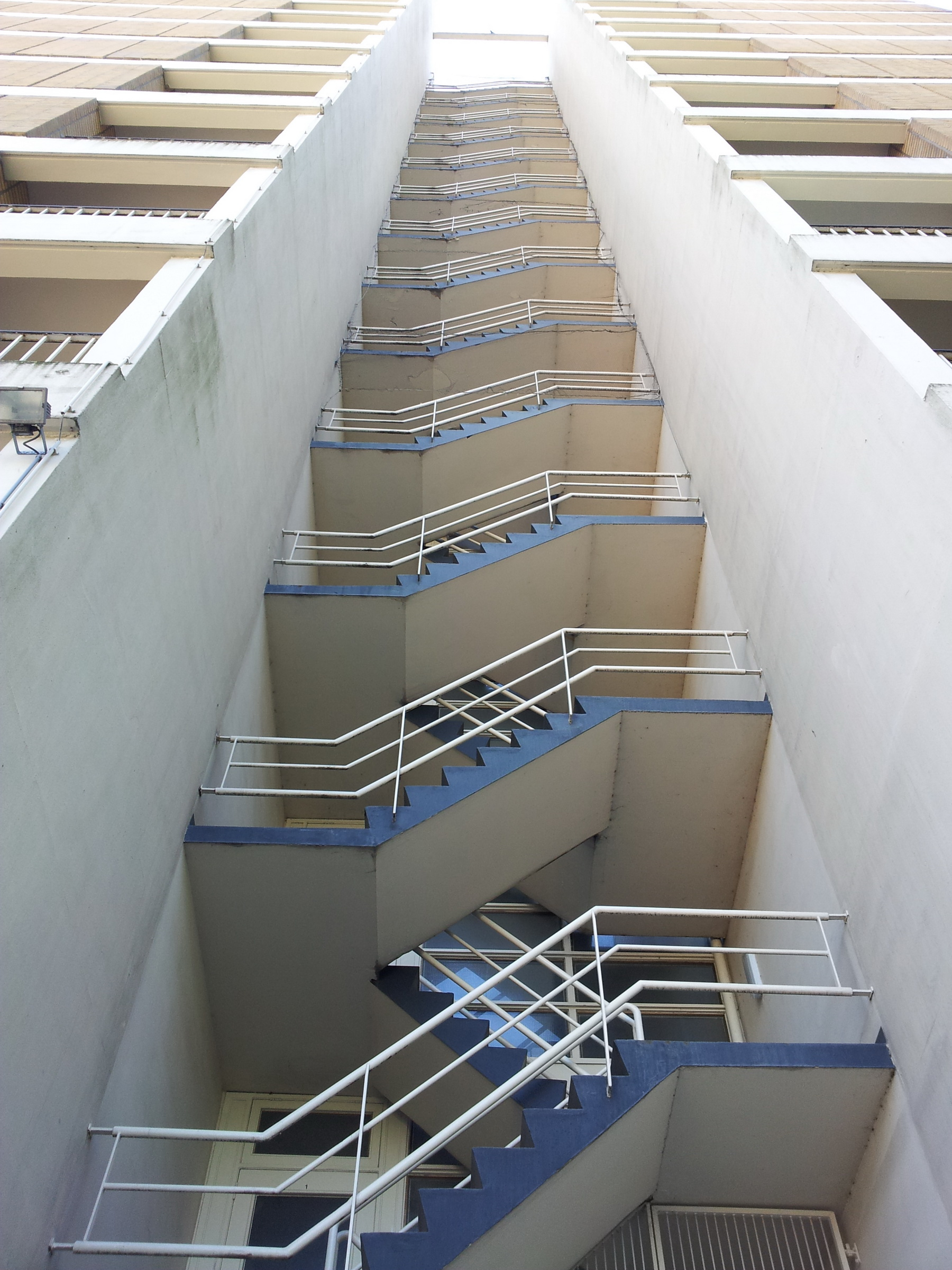
Oranjepleinflat, noordzijde

### Kunst, gedenktekens
De Beatrixboom op het Oranjeplein is een paardenkastanje, die in 1938 bij de geboorte van prinses Beatrix als oranjeboom op de kop van de Nassaulaan werd geplant.
Midden op het Koningsplein, tegen de achtergrond van de Koningsresidentie, staat het Limburgs bevrijdingsmonument van Charles Eyck uit 1952. Het monument bestaat uit een bronzen beeldengroep van acht juichende mensen, die de vrijheid vieren. De beelden zijn geplaatst op een betonnen voetstuk met reliëfs. Voor het gedenkteken staat een bronzen schaal, waarin het bevrijdingsvuur kan worden ontstoken. Bij het bevrijdingsmonument vindt jaarlijks op 4 mei de traditionele kranslegging plaats. Vanwege de werkzaamheden voor de A2-ondertunneling was dit in 2012 niet langer mogelijk en werd de plechtigheid vanaf dat jaar verplaatst naar het Herdenkingsplein. In 2018 besloot het Comité Dodenherdenking niet terug te keren naar het Koningsplein, wat leidde tot felle reacties. In juni 2017 begon een grootscheepse restauratie van het bevrijdingsmonument. Tegelijkertijd werden het Koningsplein en het Oranjeplein heringericht tot één groot park, verbonden met de Groene Loper.

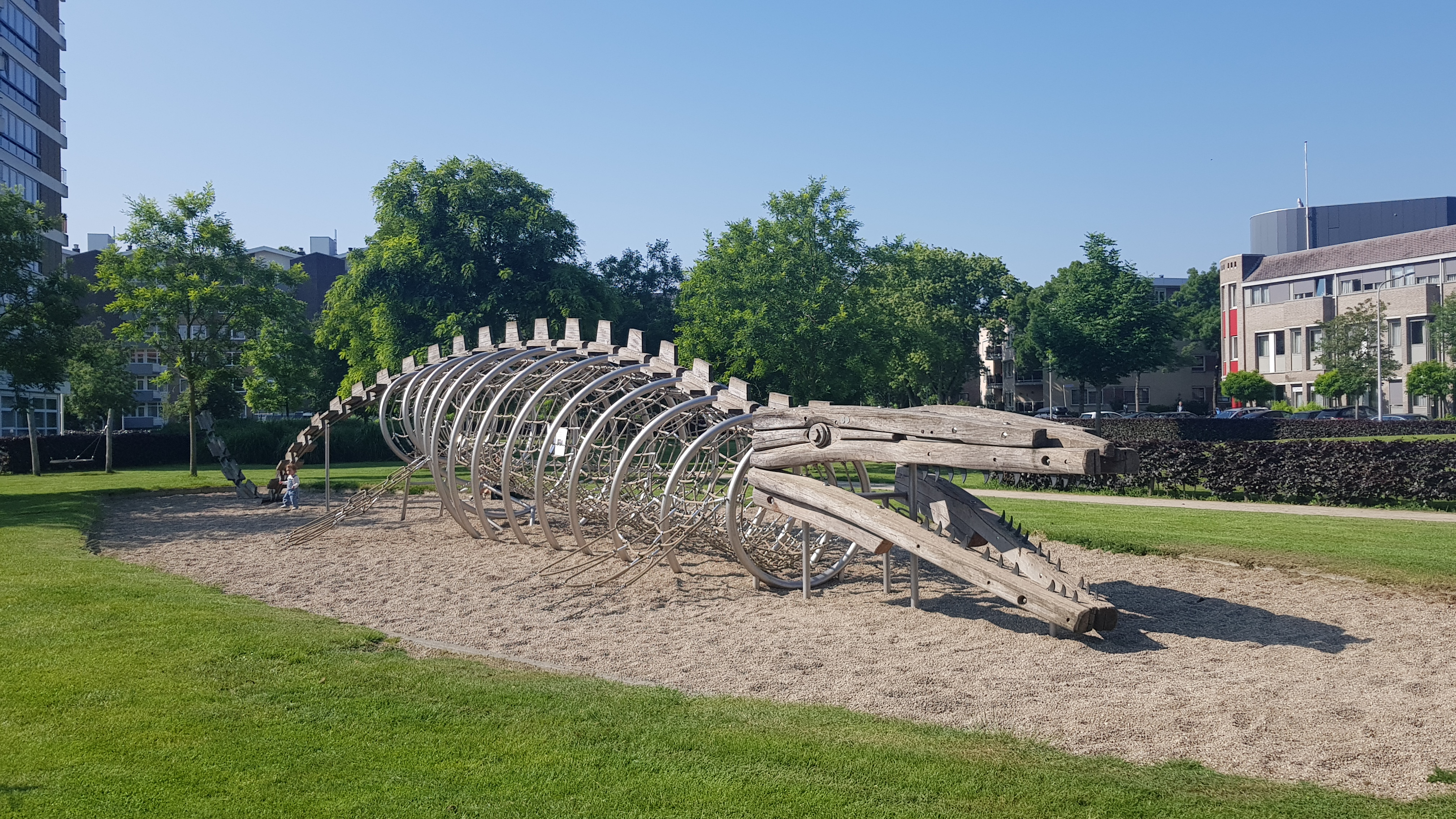
De Klimrex op het Oranjeplein

Op 22 juni 2012 werden drie Stolpersteine geplaatst in het trottoir bij het huis Koningsplein 20b, ter nagedachtenis aan de familie De Vries die hier woonde en in juli 1943 in Auschwitz vermoord werd. Twee maanden later werd een van de stenen zwaar beschadigd, waarschijnlijk bij een poging tot diefstal.
In 2018 werd een hoge sokkel met een bronzen beeld van de zogenaamde "Engel van Maastricht" op de kruising van de Scharnerweg en de Groene Loper geplaatst. Het beeld is een ontwerp van Wil van der Laan.
In 2019 werd op het Oranjeplein een speeltoestel voor kinderen in de vorm van een mosasaurus onthuld, ontworpen door het Rotterdamse ontwerpbureau West 8 (die ook de inrichting van de Groene Loper voor hun rekening namen). Het toestel kreeg de toepasselijke naam "Klimrex".

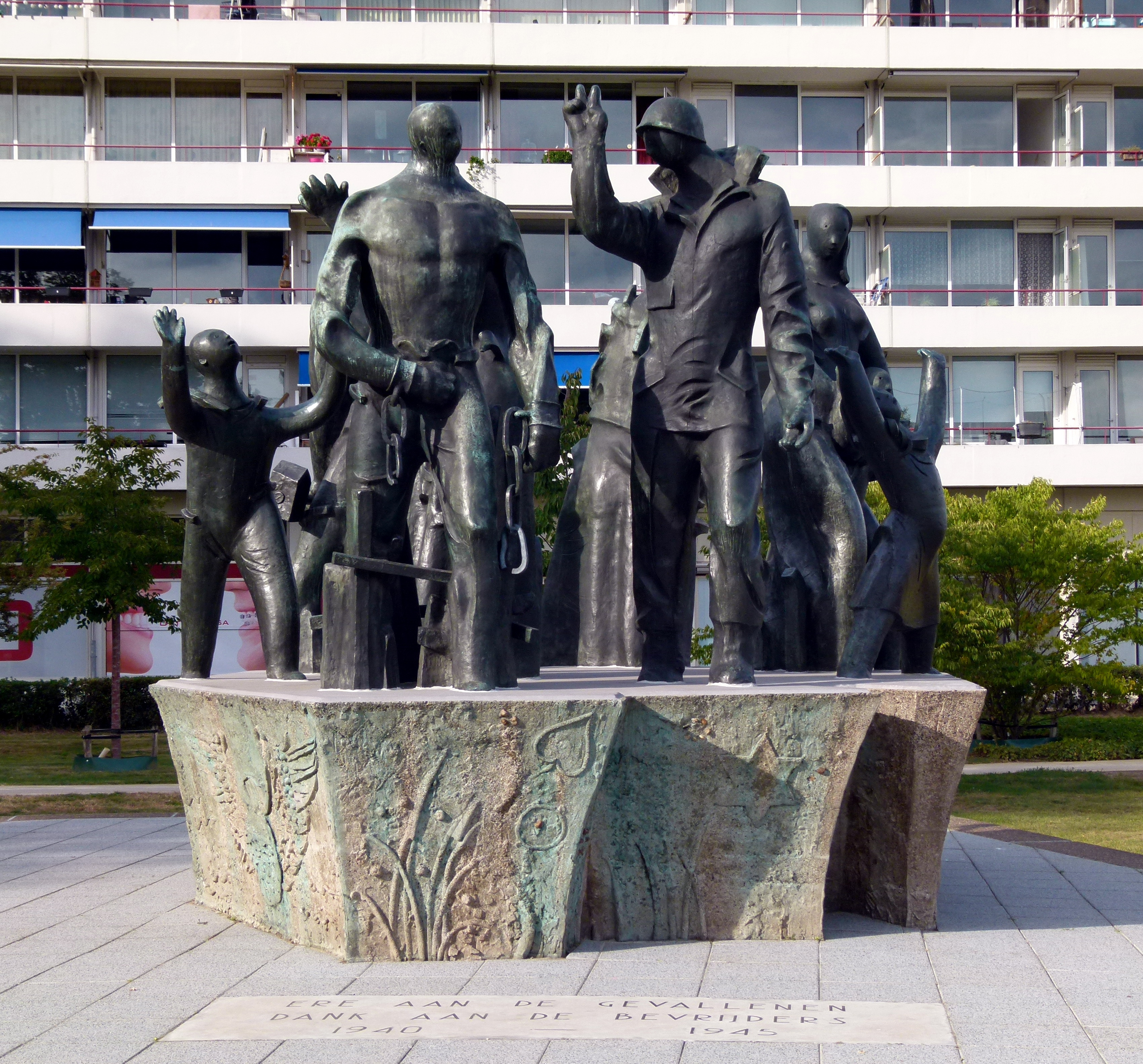
Bevrijdingsmonument
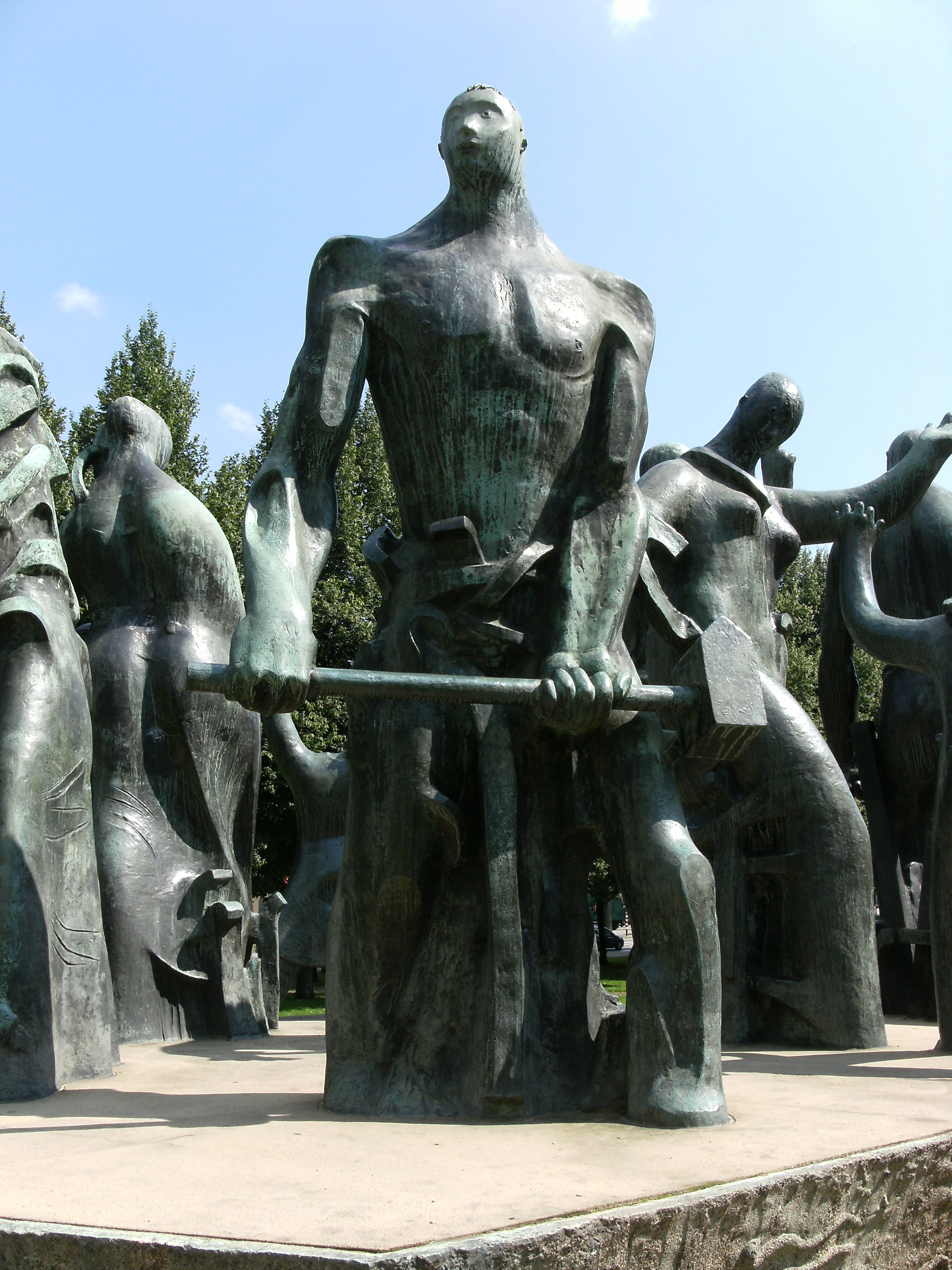
Detail bevrijdingsmonument
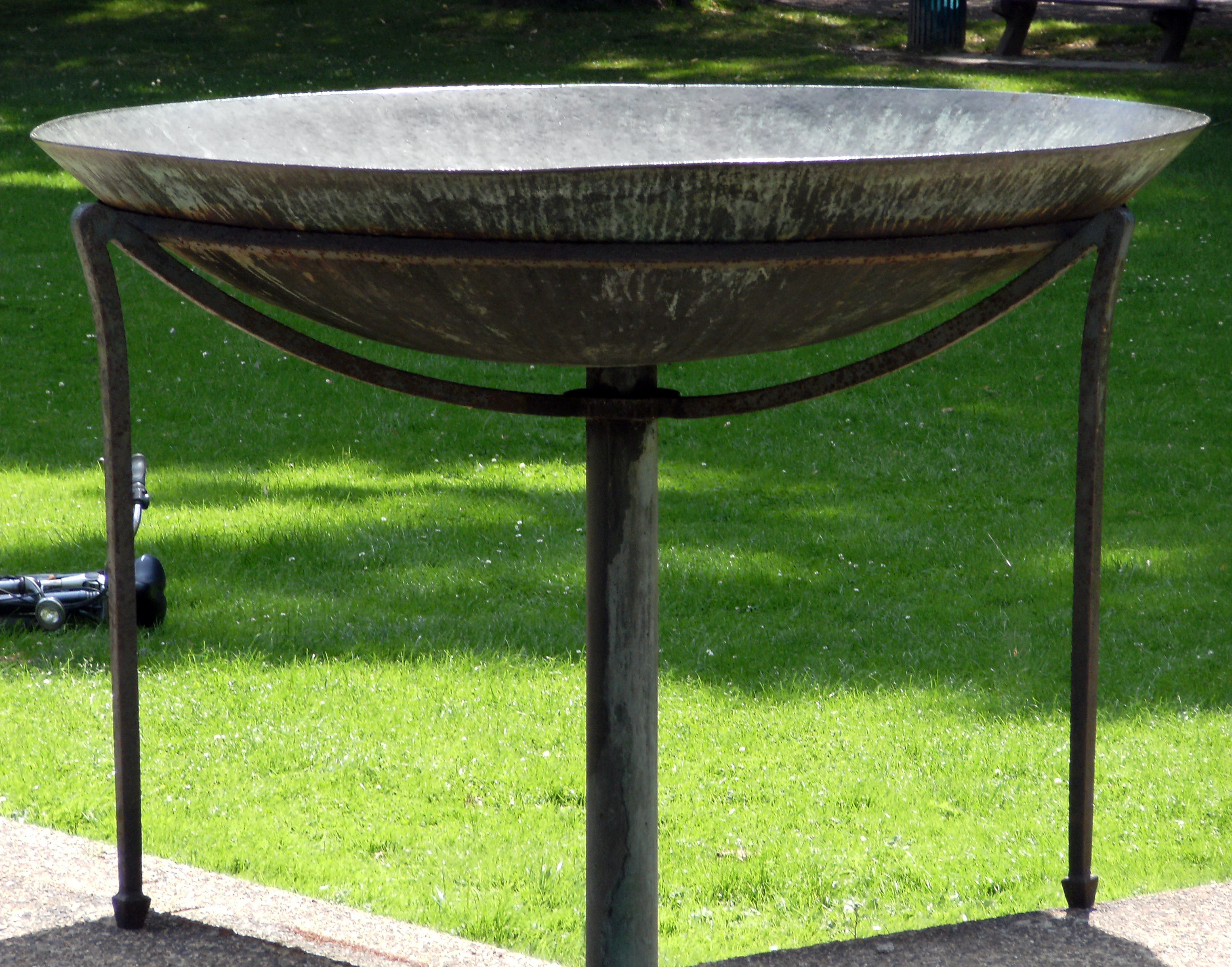
Schaal voor bevrijdingsvuur
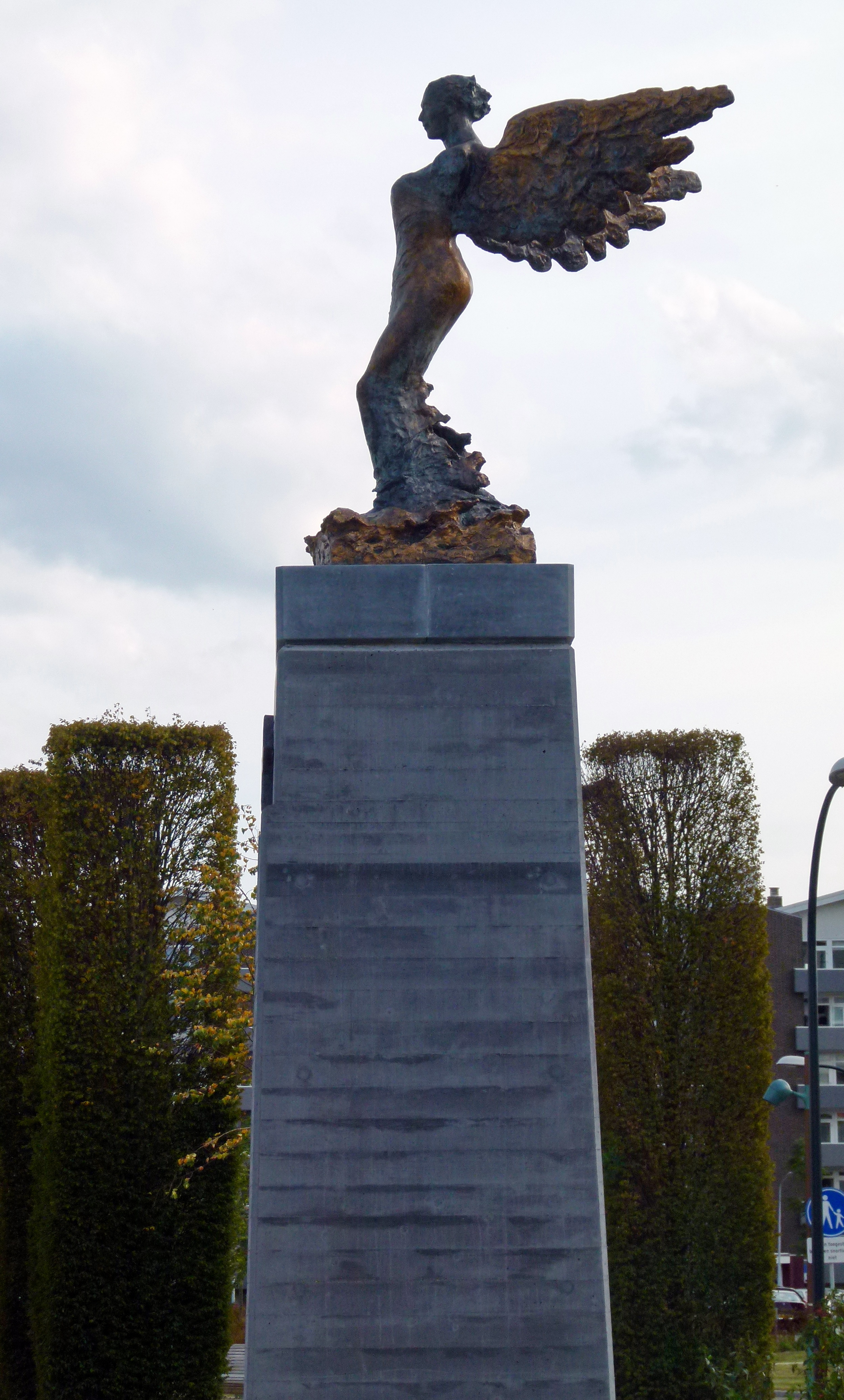
Engel van Maastricht